# Wahlen 1948
◄◄ | ◄ | 1944 | 1945 | 1946 | 1947 | Wahlen 1948 | 1949 | 1950 | 1951 | 1952 | ► | ►►

Weitere Ereignisse
Folgende Wahlen fanden im Jahr 1948 statt:

## Europa

### Deutschland
- Am 5. Dezember die Wahl zur Stadtverordnetenversammlung von Groß-Berlin 1948
- Kommunalwahlen in Hessen 1948

### Vereinigtes Königreich
- fünf Nachwahlen in einzelnen Wahlkreisen, jeweils nach dem Rücktritt oder Tod des Abgeordneten

### Weitere Länder
- Am 4. Februar die Allgemeinen Wahlen in Irland
- Am 18. April die allgemeinen Wahlen in Italien, Alcide De Gasperi (DC) wird Ministerpräsident
- Am 6. Juni: Teilwahlen in Luxemburg
- Am 1./2. Juli: Parlamentswahl in Finnland 1948
- Wahlen am 7. Juli 1948: Parlamentswahl in den Niederlanden 1948, Kabinett Drees/Van Schaik (7. August 1948 – 15. März 1951)
- Wahl zum Schwedischen Reichstag 1948

## Asien
- Am 21. März die Erste Wahl des Legislativrat in Singapur 1948
- Wahlen in Nordkorea
- Wahlen in Südkorea
- Am 21. – 23. Januar 1948 Wahlen in der "Republic of China" (später VR China)

## Afrika
- Am 26. Mai die Parlamentswahl in Südafrika 1948
- Wahl in Mauritius 1948
- Wahl in Südrhodesien 1948 (heute Simbabwe)

## Amerika

### Vereinigte Staaten
- Am 2. November:
  - Präsidentschaftswahl in den Vereinigten Staaten 1948
  - Wahl zum Repräsentantenhaus der Vereinigten Staaten 1948
  - Wahl zum Senat der Vereinigten Staaten 1948

### Weitere Länder
- Am 7. März und 5. Dezember Wahlen in Argentinien
- Parlamentswahlen in Guatemala
- Allgemeine Wahlen in Honduras
- Allgemeine Wahlen in Panama

## Australien
- Am 29. Mai das Australian referendum, 1948
- Am 21. August die Allgemeinen Wahlen zum House of Assembly in Tasmanien